# ふじのほのか
ふじの ほのか（1978年1月11日 - ）は、日本の元女優・声優。

## 人物
愛知県出生、東京都出身。身長160cm。血液型A型。ぱれっとで、女優活動を開始、その後81プロデュースに所属し、声優として活動、女優としては、主に、映画、テレビドラマ、オリジナルビデオで活躍。

## 略歴
ぱれっとで、女優活動を開始、2002年、81プロデュースに所属。2003年、81プロデュースを退社。

## 作品

### シングル
- Everybody〜地図のない旅 (2002年） - 『ベイベーばあちゃん』主題歌。[2]

## 出演
太字はメインキャラクター。

### 映画
- 借王 THE MOVIE ミレニアム2000（2000年）- サラ・クロライナ 役[1][2]
- PLAY BALL プレイボール(2002年）- 藤崎桃子 役[1][2]
- KUMISO 組葬(2002年）- 照美 役[1][2]
- シャトー・デ・ローゼス（2004年）[注釈 1]

### テレビドラマ
- 金曜ナイトドラマ 生きるための情熱としての殺人（2001年、テレビ朝日）田中映子 役[2]
- 渋谷系女子プロレス（2001年、テレビ朝日）[1]

### オリジナルビデオ
- 釣神 フィッシュマスター1(2001年）[1][2]
  - フィッシングマスター 釣神2(2001年）海老沼薫 役[2]
- 民事介入暴力〜非合法領域〜（2002年）[2]
- 麻雀飛龍伝説 天牌4（2002年）- 染谷 役[1]

### テレビ番組
- トッポ・ジージョ（2001年4月-7月、フジテレビ）GFロージー（声の出演）[1][2]

### テレビアニメ
- くるくるアミー（アムアム[1][2]）
- ベイベーばあちゃん（神宮寺亜美歌[1][2]）

### CM
- Look magic（2001年）CMソング[1][2]
- Honey ジェラード、イタリアンまつり（2001年）キャラクターイメージソング[1][2]

### イベント
- 東京国際アニメフェア2003「クイズ世界アニメッち」（2003年）アシスタント、レポーター[2]